# Gustavs Zemgals
Gustavs Zemgals (Província da Curlândia, 12 de agosto de 1871 – Riga, 6 de janeiro de 1939) foi um presidente da Letónia.